# Martin Rahner
Martin Rahner (* 20. Jahrhundert) ist ein deutscher Filmeditor aus Köln.
Martin Rahner studierte Germanistik, Philosophie, Theater-, Film- und Fernsehwissenschaft in Köln. Seit 2002 ist er als Filmeditor tätig. Zu seinen Arbeiten gehören Fernseh- und Kinofilme sowie Serien.

## Filmografie (Auswahl)
- 2003–2009: Alarm für Cobra 11 – Die Autobahnpolizei (Fernsehserie, 18 Folgen)
- 2006: Ausgeliefert! Jagd durch Berlin
- 2007: Crazy Race 3 – Sie knacken jedes Schloss
- 2008: Das tapfere Schneiderlein
- 2009: Der gestiefelte Kater
- 2009–2010: Lasko – Die Faust Gottes (Fernsehserie, 9 Folgen)
- 2010: Die Jagd nach der Heiligen Lanze
- 2010–2014: Ein Fall für zwei (Fernsehserie, vier Folgen)
- 2011: Nina Undercover – Agentin mit Kids
- 2011: Buschpiloten küsst man nicht
- 2012: Allerleirauh
- 2013: Im weißen Rössl – Wehe Du singst!
- 2013: Vom Fischer und seiner Frau
- 2014: Till Eulenspiegel
- 2014–2018: Der Staatsanwalt (Fernsehserie, 10 Folgen)
- 2017: Die Pfefferkörner und der Fluch des Schwarzen Königs
- 2018: Der Nesthocker
- ab 2018: Tatort (Fernsehreihe)
  - 2018:  Mord ex Machina
  - 2020:  Das fleißige Lieschen
  - 2021:  Der Herr des Waldes
  - 2024:  Der Fluch des Geldes
- ab 2019: Sarah Kohr (Fernsehserie)
  - 2019: Das verschwundene Mädchen
  - 2021: Stiller Tod
  - 2024: Zement
- 2021: Der Dänemark-Krimi: Rauhnächte (Filmreihe)
- 2022: Die Toten vom Bodensee – Das zweite Gesicht (Fernsehreihe)
- 2022: Der Kommissar und der See – Liebeswahn (Fernsehreihe)
- 2022: Die Toten vom Bodensee – Unter Wölfen (Fernsehreihe)
- 2023: Das Quartett: Tödliche Lieferung (Fernsehreihe)
- 2023: Das Quartett: Mörderischer Pakt
- 2023: Hotel Barcelona (Fernsehzweiteiler)
- ab 2024: Dr. Nice (Fernsehreihe)
  - 2024: Herzflattern
  - 2025: Alte Narben
  - 2025: Weiche Knie